# Sant Iscle d'Empordà
Sant Iscle d'Empordà és un petit poble del municipi de Serra de Daró. Com la majoria de pobles de la zona es troba dalt d'un turó, a causa dels antics aiguamolls, contemplant-s'hi un dels paisatges més característics del Baix Empordà.
Hi queden la base d'alguna antiga torre i tot un tros de muralla, que va ser restaurat l'any 1985, d'un castell que era esmentat en documents de l'edat mitjana.
La parròquia de Sant Iscle d'Empordà, del segle xii amb una nau amb absis semicircular decorat amb un fris d'arcuacions, és citada per primera vegada l'any 1081 i fou consagrada pel bisbe Berenguer Humbert l'any 1123.
Les masies del segle xvi al xviii s'escampen sense ordre entre l'església i les restes del castell formant un conjunt arquitectònic molt interessant.